# Manuel Angulo Sepúlveda
Manuel Angulo Sepúlveda (Campo de Criptana, Ciudad Real, Castilla-La Mancha, 1904 – Madrid, 1995) fue un músico español, conocido como el "Maestro Angulo".

## Biografía

### Inicios
Manuel Angulo nació en 1904 en Campo de Criptana (Ciudad Real). Con siete años empezó a estudiar música, con maestros como Bernardo Gómez, del que recibió clases de violín.
En estos primeros años formó un dúo de violín y piano con Celedonio Cedenilla, con quien realizó numerosos conciertos, en Campo de Criptana y en ciudades como Toledo, Cuenca o Madrid. Y en 1926 formó parte de la Orquesta de los Hnos. Ruyra de Ciudad Real, cuyo director, Cristóbal Ruyra, también influyó de forma notable en su formación musical.

### Banda de Música Filarmónica Beethoven[1]
En 1933 Manuel Angulo se hace cargo de la dirección de la Banda de Música Filarmónica Beethoven de Campo de Criptana, siendo el director de la misma durante 50 años, hasta 1983. 
En esta etapa la Banda de Música Filarmónica Beethoven creció en número y calidad de sus componentes, amplió su repertorio e incrementó su prestigio, entre otros motivos, por las distinciones recibidas, tales como: 
- Segundo Premio Certamen Nacional de Cuenca. 1935[2] y 1942.
- Primer Premio Certamen Nacional de Ciudad Real. 1948.
- Corbata de Honor. Radio Alicante. 1949.
- Segundo Premio Concurso “Desfilan las Bandas”. Radio Madrid. 1952.
- Primer Premio de Socuéllamos. 1952.
- Segundo Premio Certamen Nacional de Ciudad Real. 1956.
- Medalla Bicentenario del nacimiento de Beethoven. Departamento Turístico del Estado Federal de Viena. 1970.
- Primer Premio Certamen Nacional de Tomelloso. 1976.

Asimismo trabajó por la adopción del actual Himno a Campo de Criptana por parte del Ayuntamiento municipal, en 1939. 
También en Campo de Criptana fundó la Escuela de Música (1940) y el Ateneo Musical (1972). Y creó el Certamen Nacional de Bandas (1973).

### Reconocimiento a su trabajo
En 1983 se le concedió la Medalla de Plata al Mérito en las Bellas Artes por el Ministerio de Cultura de España. Y en 1997 fue nombrado hijo predilecto de Campo de Criptana, a título póstumo, junto al también músico y compositor Ángel Arteaga. También fue nombrado presidente honorario perpetuo del Ateneo Musical de Campo de Criptana, así como del Certamen Nacional de Bandas de Música de esta localidad.
En 1996 se estrenó en su honor la obra “Silente Canam”, compuesta en su memoria por su hijo, igualmente músico y compositor, Manuel Angulo López-Casero.